# Île des Cendres
Île des Cendres es el nombre que recibe un grupo de volcanes submarinos situados frente a la costa sureste del país asiático de Vietnam. Se compone de dos conos de ceniza submarinos que formaron islas efímeras durante una erupción en 1923 y dos conos de lava submarinos de edad incierta. La erupción de 1923 produjo dos pequeñas islas, una de 30 m (98 pies) de altura y unos 450 metros (1.476 pies) de largo, y la otra de solo 30 m (98 pies) de ancho y 30 cm (12 pulgadas) de alto. Un tercer  cono submarino llegó a menos de 20 m (66 pies) de la superficie. Conos submarinos adicionales aparecieron entre Ile des Cendres y la parte continental de Vietnam (Bondarenko y Nadezhnyi, 1989).